# つばめ返し
「つばめ返し」（つばめがえし）は、2007年6月21日に発売された、山内惠介の通算8枚目のシングル。

## 収録曲
1. つばめ返し (04:49)
作詞：荒木とよひさ／作曲：水森英夫／編曲：前田俊明
2. ソウル別れ雪 (05:11)
作詞：星野哲郎／作曲：水森英夫／編曲：前田俊明
3. つばめ返し（オリジナルカラオケ） (04:49)
4. ソウル別れ雪（オリジナルカラオケ） (05:10)